# Ахемениди
Ахеменидите са династия, кръстена на Ахемен – неин родоначалник и поставила началото на Ахеменидското царство – първата Персийска империя. Царете от династията управляват от 559 до 330 година пр.н.е. . При своя разцвет държавата на Ахеменидите обхваща около 7,5 милиона квадратни километра и е най-голямата държава в Античността. Тя включва и най-големия дял от световното население, достиган от империя в световната история.

## Представители
- Ахемен (Хахаманиш, на староперсийски: 𐏃𐎧𐎠𐎶𐎴𐎡𐏁, Haxāmaniš) (? – 675)
- Теисп (Чишпиш, на староперсийски: 𐎨𐎡𐏁𐎱𐎡𐏁, Jišpiš) (675 – 640)
- Кир I (Куруш, на староперсийски: 𐎤𐎢𐎽𐎢𐏁, Kuruš) (640 – 580)
- Камбис I (Камбуджия, на староперсийски: 𐎣𐎲𐎢𐎪𐎡𐎹, Kambūjiya) (580 – 559)
- Хистасп (570 година пр. Хр. – 495 година пр. Хр.)
- Кир II (Персия) или Кир II Велики (Куруш, на староперсийски: 𐎤𐎢𐎽𐎢𐏁, Kuruš) (559 – 530) – основал великата империя на Ахеменидите
- Камбис II (530 – 522)
- Дарий I (522 – 486)
- Ксеркс I (486 – 465)
- Артаксеркс I (465 – 424)
- Ксеркс II (424)
- Дарий II (423 – 405)
- Артаксеркс II (404 – 359)
- Артаксеркс III (358 – 338)
- Арсес (338 – 336)
- Дарий III (336 – 330)
- Бес (330 – 329)